# Contea autonoma She di Jingning
La contea autonoma She di Jingning (景宁畲族自治县S, Jǐngníng Shēzú ZìzhìxiànP) è una contea della Cina, situata nella provincia dello Zhejiang.